# Krzysztof Leski
Krzysztof Leski (ur. 9 stycznia 1959 w Warszawie, zm. 1 stycznia 2020 tamże) – polski dziennikarz prasowy, telewizyjny i radiowy, w latach 1989–1991 związany z „Gazetą Wyborczą”.

## Życiorys

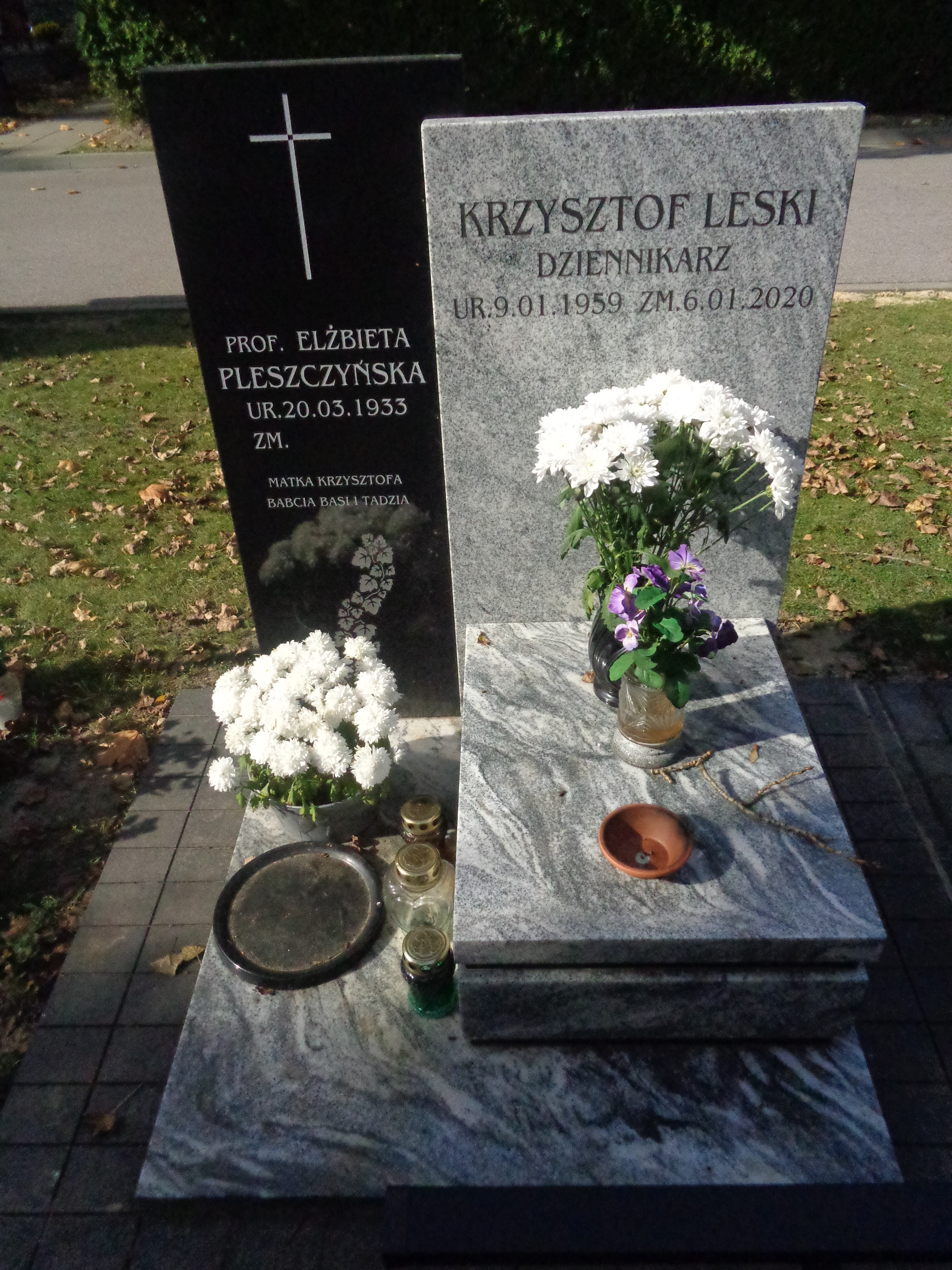
Grób Krzysztofa Leskiego na Cmentarzu Wojskowym na Powązkach w Warszawie

Syn Kazimierza Leskiego i Elżbiety Pleszczyńskiej. Był bratankiem polskiej pilotki Anny Leskiej-Daab.
W 1985 ukończył studia na Wydziale Mechanicznym Energetyki i Lotnictwa Politechniki Warszawskiej, w latach 1984–1989 studiował też na Wydziale Historycznym Uniwersytetu Warszawskiego.
Karierę dziennikarską rozpoczął w latach 1980–1981 jako publicysta prasy wydawanej przez Niezależne Zrzeszenie Studentów i redaktor naczelny Biuletynu Informacyjnego NZS na PW. W 1981 jako reporter Agencji Solidarność relacjonował m.in. obrady Krajowej Komisji Porozumiewawczej oraz jej prezydium. Po wprowadzeniu stanu wojennego został internowany. Po zwolnieniu dołączył do redakcji „Tygodnika Mazowsze”, w którym pisał pod pseudonimem K. Pajka.
W latach 1989–1991 był reporterem i korespondentem „Gazety Wyborczej”. Od 1990 do 2001 współpracował z TVP, w której prowadził szereg programów, m.in. Tylko w jedynce, Spięcie, Klub Dwójki i Wiadomości. W Programie Trzecim Polskiego Radia od 1991 do 1998 był stałym komentatorem wydarzeń politycznych. Od 1991 pracował też jako korespondent „The Daily Telegraph” i BBC World Service. Od 1989 do 1996 wydawał „Gazetę. Prawiedziennik Polskiego Echa”, publikację przeznaczoną dla emigrantów, informującą o wydarzeniach społecznych i politycznych w kraju. W latach 90. współpracował z różnymi mediami lokalnymi, przez rok był też związany z „Expressem Wieczornym”. Publikował też artykuły i felietony m.in. w „Kulisach”, „Wprost”, „Polityce” czy „Press”.
Od 2006 do 2007 ponownie związany z Telewizją Polską jako reporter Kuriera 3 oraz prezenter programu 30 minut bazującego na dziennikarstwie śledczym. Od września 2008 do lutego 2009 prowadził w Programie Pierwszym PR wieczorny magazyn Polska i Świat. Był również aktywnym blogerem na platformie Salon24.

## Śmierć
Został zamordowany przez współlokatora w wynajmowanym przez siebie mieszkaniu w Warszawie, według relacji sprawcy w noc sylwestrową z 31 grudnia 2019 na 1 stycznia 2020. Ciało zostało odnalezione 6 stycznia. Sprawca oddał się tego samego dnia w ręce policji i przyznał do zabójstwa, po czym w I instancji został skazany na karę 25 lat pozbawienia wolności. Wniosek o kasację wyroku wniósł Prokurator Generalny Zbigniew Ziobro, argumentując, że kara jest rażąco łagodna, nie spełnia wymogów prewencji indywidualnej oraz nie odzwierciedla stopnia społecznej szkodliwości czynu. Sąd Najwyższy w lutym 2023 kasację oddalił.
Pochowany został 17 stycznia 2020 na Cmentarzu Wojskowym na Powązkach (Kwatera:G dodatek, rząd:urnowy, grób:21).

## Odznaczenia
W 2011, za wybitne zasługi dla rozwoju niezależnego dziennikarstwa, za działalność na rzecz przemian demokratycznych w Polsce, wolności słowa i wolnych mediów, został odznaczony przez prezydenta Bronisława Komorowskiego Krzyżem Kawalerskim Orderu Odrodzenia Polski.
W 2017 odmówił przyjęcia Krzyża Wolności i Solidarności w związku z niezaproszeniem go na uroczystość w Pałacu Prezydenckim, oświadczając, że pan prezydent Andrzej Duda dzieli (…) na lepszy i gorszy sort nawet tych, których nagradza medalami.

## Publikacje książkowe
- Coś. Rzecz o Okrągłym Stole (II obieg wydawniczy; In Plus 1989);
- Solidarność w podziemiu (wspólnie z Jerzym Holzerem; Wydawnictwo Łódzkie 1990, ISBN 83-218-0781-X; seria: Historia Polityczna PeeReLu);
- Politycy nie interesują się już polityką w: Jan Osiecki, Polaków rozmowy o polityce (Wydawnictwo Prószyński i S-ka 2010, ISBN 978-83-764846-9-3).